# Amos Pieper
Amos Pieper (sinh ngày 17 tháng 1 năm 1998) là một cầu thủ bóng đá chuyên nghiệp người Đức thi đấu ở vị trí hậu vệ cho câu lạc bộ Werder Bremen tại Bundesliga.